# Абд аль-Мумин ибн Ибрахим
Абд аль-Мумин (или Абд аль-Мумин ибн Ибрахим, ум. 1490) — двадцать третий правитель государства Хафсидов в Ифрикии в 1489-1490 годах, двадцать второй халиф Хафсидов.

## Биография
Абд аль-Мумин был сыном Абу Салима Ибрахима и внуком халифа Абу Умара Усмана. В 1490 году он убил своего двоюродного брата халифа Яхья III и после этого провозгласил себя правителем. Тем не менее, достаточной поддержки он не получил, и вскоре был низложен сыном своего предшественника Абу Закарией Яхья IV.
Несмотря на короткий период своего правления, Абд аль-Мумин преуспел в посредничестве между османами и мамлюками, так что между их государствами был заключен мирный договор.